# Short track na Zimowych Igrzyskach Olimpijskich 2014 – 1000 m mężczyzn
Bieg na 1000 metrów mężczyzn rozgrywany w ramach short tracku na Zimowych Igrzyskach Olimpijskich 2014 odbędzie się w dniach 13-15 lutego w pałacu sportów zimowych Ajsbierg w Soczi.

## Terminarz
| Data      | Konkurencja  | Godzina rozpoczęcia | Godzina rozpoczęcia |
| Data      | Konkurencja  | Czas CET            | Czas lokalny        |
| --------- | ------------ | ------------------- | ------------------- |
| 13 lutego | Eliminacje   | 11:25               | 14:25               |
| 15 lutego | Ćwierćfinały | 11:43               | 14:43               |
| 15 lutego | Półfinały    | 12:43               | 15:43               |
| 15 lutego | Finał        | 13:20               | 16:20               |

## Wyniki

### Eliminacje
| Miejsce | Grupa | Zawodnik              | Reprezentacja            | Czas     | Uwagi |
| ------- | ----- | --------------------- | ------------------------ | -------- | ----- |
| 1.      | 1     | Charle Cournoyer      | Kanada                   | 1:24,787 | Q     |
| 2.      | 1     | Christopher Creveling | Stany Zjednoczone        | 1:25,069 | Q     |
| 3.      | 1     | Niels Kerstholt       | Holandia                 | 1:25,695 |       |
| 4.      | 1     | Jon Eley              | Wielka Brytania          | 1:25,748 |       |
| 1.      | 2     | Olivier Jean          | Kanada                   | 1:26,089 | Q     |
| 2.      | 2     | Sjinkie Knegt         | Holandia                 | 1:26,091 | Q     |
| 3.      | 2     | Mackenzie Blackburn   | Chińskie Tajpej          | 1:26,814 |       |
| 4.      | 2     | Bence Béres           | Węgry                    | 1:27,735 |       |
| 1.      | 3     | Władimir Grigorjew    | Rosja                    | 1:26,422 | Q     |
| 2.      | 3     | Han Tianyu            | Chińska Republika Ludowa | 1:26,530 | Q     |
| 3.      | 3     | Wladislaw Bykanow     | Izrael                   | 1:27,796 |       |
| 4.      | 3     | Richard Shoebridge    | Wielka Brytania          | 1:27,806 |       |
| 1.      | 4     | Wu Dajing             | Chińska Republika Ludowa | 1:24,950 | Q     |
| 2.      | 4     | Viktor Knoch          | Węgry                    | 1:25,426 | Q     |
| 3.      | 4     | Sébastien Lepape      | Francja                  | 1:49,311 | ADV   |
| –       | 4     | Freek van der Wart    | Holandia                 | –        | DSQ   |
| 1.      | 5     | Charles Hamelin       | Kanada                   | 1:25,742 | Q     |
| 2.      | 5     | Eduardo Alvarez       | Stany Zjednoczone        | 1:26,070 | Q     |
| 3.      | 5     | Jack Whelbourne       | Wielka Brytania          | 1:26,086 |       |
| 4.      | 5     | Liang Wenhao          | Chińska Republika Ludowa | 1:28,065 |       |
| 1.      | 6     | J.R. Celski           | Stany Zjednoczone        | 1:25,428 | Q     |
| 2.      | 6     | Siemion Jelistratow   | Rosja                    | 1:26,121 | Q     |
| 3.      | 6     | Ryosuke Sakazume      | Japonia                  | 1:26,468 |       |
| 4.      | 6     | Maxime Chataignier    | Francja                  | 2:20,479 |       |
| 1.      | 7     | Wiktor Ahn            | Rosja                    | 1:25,834 | Q     |
| 2.      | 7     | Sin Da-woon           | Korea Południowa         | 1:25,893 | Q     |
| 3.      | 7     | Yuzo Takamido         | Japonia                  | 1:25,905 |       |
| 4.      | 7     | Robert Seifert        | Niemcy                   | 1:29,468 |       |
| 1.      | 8     | Lee Han-bin           | Korea Południowa         | 1:26,502 | Q     |
| 2.      | 8     | Yuri Confortola       | Włochy                   | 1:26,956 | Q     |
| 3.      | 8     | Shaolin Sándor Liu    | Węgry                    | 1:35,935 | ADV   |
| 4.      | 8     | Thibaut Fauconnet     | Francja                  | 2:00,795 |       |

### Ćwierćfinały
| Miejsce | Grupa | Zawodnik              | Reprezentacja            | Czas     | Uwagi |
| ------- | ----- | --------------------- | ------------------------ | -------- | ----- |
| 1.      | 1     | Lee Han-bin           | Korea Południowa         | 1:24,444 | Q     |
| 2.      | 1     | Han Tianyu            | Chińska Republika Ludowa | 1:24,490 | Q     |
| 3.      | 1     | Christopher Creveling | Stany Zjednoczone        | 1:24,691 |       |
| 4.      | 1     | Shaolin Sándor Liu    | Węgry                    | 1:24,691 |       |
| 5.      | 1     | Charle Cournoyer      | Kanada                   | 1:25,204 |       |
| 1.      | 2     | Wu Dajing             | Chińska Republika Ludowa | 1:24,753 | Q     |
| 2.      | 2     | Władimir Grigorjew    | Rosja                    | 1:24,868 | Q     |
| 3.      | 2     | Sébastien Lepape      | Francja                  | 1:25,368 |       |
| 4.      | 2     | Yuri Confortola       | Włochy                   | 1:25,428 |       |
| 5.      | 2     | Viktor Knoch          | Węgry                    | 1:25,673 |       |
| 1.      | 3     | Wiktor Ahn            | Rosja                    | 1:25,666 | Q     |
| 2.      | 3     | Sjinkie Knegt         | Holandia                 | 1:25,695 | Q     |
| 3.      | 3     | Eduardo Alvarez       | Stany Zjednoczone        | 1:39,092 |       |
| 4.      | 3     | Charles Hamelin       | Kanada                   | 1:40,408 |       |
| 1.      | 4     | Sin Da-woon           | Korea Południowa         | 1:24,215 | Q     |
| 2.      | 4     | Siemion Jelistratow   | Rosja                    | 1:24,239 | Q     |
| 3.      | 4     | Olivier Jean          | Kanada                   | 1:24,935 |       |
| DNF     | 4     | J.R. Celski           | Stany Zjednoczone        | –        | DNF   |

### Półfinały
- QA - awans do finału A
- QB - awans do finału B

| Miejsce | Grupa | Zawodnik            | Reprezentacja            | Czas     | Uwagi |
| ------- | ----- | ------------------- | ------------------------ | -------- | ----- |
| 1.      | 1     | Władimir Grigorjew  | Rosja                    | 1:25,346 | QA    |
| 2.      | 1     | Sjinkie Knegt       | Holandia                 | 1:25,564 | QA    |
| 3.      | 1     | Sin Da-woon         | Korea Południowa         | 1:27,258 | ADVA  |
| –       | 1     | Lee Han-bin         | Korea Południowa         | –        | DSQ   |
| 1.      | 2     | Wiktor Ahn          | Rosja                    | 1:24,102 | QA    |
| 2.      | 2     | Wu Dajing           | Chińska Republika Ludowa | 1:24,239 | QA    |
| 3.      | 2     | Siemion Jelistratow | Rosja                    | 1:24,275 | QB    |
| 4.      | 2     | Han Tianyu          | Chińska Republika Ludowa | 1:24,275 | QB    |

### Finały

#### Finał B
| Miejsce | Zawodnik            | Reprezentacja            | Czas     |
| ------- | ------------------- | ------------------------ | -------- |
| 1.      | Han Tianyu          | Chińska Republika Ludowa | 1:29,334 |
| 2.      | Siemion Jelistratow | Rosja                    | 1:29,429 |

#### Finał A
| Miejsce | Zawodnik           | Reprezentacja            | Czas     |
| ------- | ------------------ | ------------------------ | -------- |
| 1.      | Wiktor Ahn         | Rosja                    | 1:25,325 |
| 2.      | Władimir Grigorjew | Rosja                    | 1:25,399 |
| 3.      | Sjinkie Knegt      | Holandia                 | 1:25,611 |
| 4.      | Wu Dajing          | Chińska Republika Ludowa | 1:25,772 |
| –       | Sin Da-woon        | Korea Południowa         | DSQ      |